# Tichon Czeriepin
Tichon Korniejewicz Czeriepin (ros. Тихон Корнеевич Черепин, ur. 1907 w Meżyriczu, zm. 8 października 1941 we wsi Werszyna Druha w obwodzie zaporoskim) – radziecki polityk, członek KC KP(b)U (1940-1941).
Odbył służbę w Armii Czerwonej, od 1928 w WKP(b), do 1937 dyrektor stanicy maszynowo-traktorowej w obwodzie kijowskim. Od 1937 do stycznia 1938 I sekretarz rejonowego komitetu KP(b)U w obwodzie kijowskim, od stycznia do czerwca 1939 szef Obwodowego Zarządu Rolnictwa w Kijowie, od czerwca 1938 do 1939 II sekretarz Komitetu Obwodowego KP(b)U w Kijowie. Od 18 czerwca 1938 do 13 maja 1940 zastępca członka, a od 17 maja 1940 do śmierci członek KC KP(b)U. W 1939 zastępca ludowego komisarza sowchozów Ukraińskiej SRR ds. hodowli, od grudnia 1939 do 1941 I sekretarz Komitetu Obwodowego KP(b)U w Sumach. 7 lutego 1939 odznaczony Orderem Czerwonego Sztandaru Pracy. Po ataku Niemiec na ZSRR został członkiem Rady Wojskowej Odeskiego Okręgu Wojskowego i komisarzem brygady. Zginął podczas walk na froncie.